# بونشتيتن
بونشتيتن (بالألمانية: Bonstetten) هي إحدى بلديات مقاطعة أفولتن في كانتون زيورخ بسويسرا. تبلغ مساحتها 7.42 كيلومتر مربع، ويقدر عدد سكانها بـ 5512 نسمة (حسب تعداد ديسمبر 2017)

## توأمة
لبونشتيتن اتفاقيات توأمة مع:
- بونشتيتن